# S-League de 2014
A S.League e 2014 foi a 19° edição da principal liga de Futebol de Singapura. O nome oficial Great Eastern YEO'S S.League devido a patrocinadores, o defensor do títulos foi o Tampines Rovers FC.
A temporada começou em 21 de Fevereiro e terminou em 31 de outubro de 2014.

## Participantes 2014
| Time                  | Estádio                           | Capacidade |
| --------------------- | --------------------------------- | ---------- |
| Albirex Niigata (S)   | Jurong East Stadium               | 2,700      |
| Balestier Khalsa FC   | Toa Payoh Stadium                 | 3,900      |
| Brunei DPMM FC        | Hassanal Bolkiah National Stadium | 30,000     |
| Geylang International | Bedok Stadium                     | 3,900      |
| Harimau Muda B        | Pasir Gudang Stadium              | 15,000     |
| Home United           | Bishan Stadium                    | 4,100      |
| Hougang United FC     | Hougang Stadium                   | 2,500      |
| Tampines Rovers FC    | Clementi Stadium                  | 4,000      |
| Tanjong Pagar United  | Queenstown Stadium                | 3,800      |
| Warriors              | Choa Chu Kang Stadium             | 4,600      |
| Woodlands Wellington  | Woodlands Stadium                 | 4,300      |
| Young Lions           | Jalan Besar Stadium               | 8,000      |

### Equipe e Patrocinadores
| Time                  | Treinadores        | Capitão           | Mat. Esportivo | Patrocinador de Camisa |
| --------------------- | ------------------ | ----------------- | -------------- | ---------------------- |
| Albirex Niigata FC    | Tatsuyuki Okuyama  | Itsuki Yamada     | Mafro          | Canon                  |
| Balestier Khalsa      | Marko Kraljević    | Paul Cunningham   | Umbro          | FTMS                   |
| Brunei DPMM           | Steve Kean         | Rosmin Kamis      | Lotto          | Nenhum                 |
| Geylang International | Jorg Steinebrunner | Muhammad Ridhuan  | Lotto          | Rotary Engineering     |
| Harimau Muda B        | Razip Ismail       | Ashmawi Yakin     | Nike           | Nenhum                 |
| Home United           | Lee Lim-Saeng      | Noh Rahman        | Kappa          | Coca Cola              |
| Hougang United        | Amin Nasir         | Lau Meng Meng     | Macron         | SPEED Institute        |
| Tampines Rovers       | Rafi Ali           | Mustafić Fahrudin | Mikasa         | Hyundai                |
| Tanjong Pagar United  | Patrick Vallee     | Hafiz Osman       | THORB          | SINGA Energy Drink     |
| Warriors              | Alex Weaver        | Daniel Bennett    | Joma           | STA Inspection         |
| Woodlands Wellington  | Salim Moin         | Rosman Sulaiman   | Waga           | ESW Manage             |
| Young Lions           | Aide Iskandar      | Al-Qaasimy Rahman | Nike           | Courts                 |

### Troca de Treinadores
| Time                  | Treinador Saída  | Motino          | Trocado por        | Data             |
| --------------------- | ---------------- | --------------- | ------------------ | ---------------- |
| Tampines Rovers       | Tay Peng Kee     | Mutual Consenso | Salim Moin         | 29 Novembro 2013 |
| Woodlands Wellington  | Salim Moin       | Fim de contrato | Darren Stewart     | 14 Janeiro 2014  |
| Balestier Khalsa      | Darren Stewart   | Demitido        | Marko Kraljević    | 4 Janeiro 2014   |
| Albirex Niigata (S)   | Koichi Sugiyama  | Fim de contrato | Tatsuyuki Okuyama  | 18 Novembro      |
| Brunei DPMM           | Vjeran Simunić   | Fim de Contrato | Steve Kean         | 20 Outubro 2013  |
| Geylang International | Vedhamuthu Kanan | Demitido        | Jorg Steinebrunner | 20 Março 2014    |
| Tampines Rovers       | Salim Moin       | Demitiu-se      | Rafi Ali           | 28 Abril 2014    |
| Woodlands Wellington  | Darren Stewart   | Demitido        | Salim Moin         | 15 June 2014     |

### Artilheiros
| Posição | Jogador          | Clube                 | Gols |
| ------- | ---------------- | --------------------- | ---- |
| 1       | Rodrigo Tosi     | Brunei DPMM           | 24   |
| 2       | Kazuki Sakamoto  | Albirex Niigata (S)   | 21   |
| 2       | Geison Moura     | Hougang United        | 21   |
| 2       | Nicolás Vélez    | Warriors              | 21   |
| 5       | Goran Ljubojević | Balestier Khalsa      | 20   |
| 6       | Roy O'Donovan    | Brunei DPMM           | 15   |
| 7       | Leonel Felice    | Geylang International | 13   |
| 8       | Miroslav Pejić   | Warriors              | 12   |
| 9       | Miljan Mrdaković | Tampines Rovers       | 11   |
| 10      | Sahil Suhaimi    | Young Lions           | 10   |
| 10      | Fazrul Nawaz     | Home United           | 10   |
| 10      | Diego Gama       | Hougang United        | 10   |